# Erster Bürgermeister
Der Erste Bürgermeister ist das Regierungsoberhaupt der Freien und Hansestadt Hamburg, das vom Parlament des Landes, der Hamburgischen Bürgerschaft, gewählt wird. Aktueller Erster Bürgermeister ist Peter Tschentscher, der am 28. März 2018 als Nachfolger von Olaf Scholz gewählt wurde. Vorgänger finden sich in der Liste der Hamburger Bürgermeister.

## Stellung und Aufgaben
Der Erste Bürgermeister steht dem Senat der Freien und Hansestadt Hamburg vor, leitet seine Sitzungen und vertritt ihn nach außen. Daher lautet der volle Titel auch „Erster Bürgermeister und Präsident des Senats der Freien und Hansestadt Hamburg“. Er fungierte bis zur Verfassungsänderung von 1996 als Primus inter pares, seitdem verfügt er über eine Richtlinienkompetenz. Amtssitz des Ersten Bürgermeisters ist das Hamburger Rathaus, wo auch die ihm unterstehende Senatskanzlei als zentrale Regierungsbehörde untergebracht ist.
Weil Hamburg als Stadtstaat auch ein Land ist, entspricht das Amt des Ersten Bürgermeisters dem eines Ministerpräsidenten anderer deutscher Länder, und er ist wie jene gewöhnlich Mitglied des Bundesrats, dem er turnusgemäß alle 16 Jahre als Präsident vorsteht. Er vertritt überdies Hamburg im Deutschen Städtetag.
Die Hamburgische Bürgerschaft wählt den Ersten Bürgermeister für die Zeit bis zum Zusammentritt einer neu gewählten Bürgerschaft. Bis 2009 betrug die reguläre Amtszeit vier Jahre. Mit der Änderung des Wahlrechts von 2009 wird der Erste Bürgermeister für fünf Jahre gewählt. Der Erste Bürgermeister beruft seinen Stellvertreter, den Zweiten Bürgermeister, und die einzelnen Senatoren. Diese müssen von der Bürgerschaft bestätigt werden.
Die persönliche Anrede des Ersten Bürgermeisters lautet nur Herr Bürgermeister / Frau Bürgermeisterin. „Erster“ fällt in der direkten mündlichen Anrede weg.

## Zweiter Bürgermeister
Der Zweite Bürgermeister ist Stellvertreter des Ersten Bürgermeisters und zugleich als Senator der Präses einer Behörde. Die derzeitige Zweite Bürgermeisterin Katharina Fegebank ist zugleich Senatorin und Präses der Behörde für Wissenschaft, Forschung, Gleichstellung und Bezirke. Üblicherweise ist der Zweite Bürgermeister in einer Koalitionsregierung Angehöriger der kleineren Koalitionspartei.

## Geschichte
Die Begriffe Erster und Zweiter Bürgermeister leiten sich aus der Verfassungsgeschichte Hamburgs her. Früher wurden vom Rat (auch Rath, seit 1860 Senat genannt) aus dessen Mitte zwei „worthaltende Bürgermeister“ gewählt. Das Verfassungsrecht ab 1529 („Langer Rezess“) sah die Wahl von vier Bürgermeistern aus den Reihen der Ratsherren vor, von denen zwei, in einjährigem Wechsel, als worthaltende Bürgermeister amtieren sollten. Dies wurde auch bei der Verfassungsänderung 1712 („Hauptrezess“) beibehalten.
Die Verfassung vom 28. September 1860 bestimmte, dass die Senatoren von der Bürgerschaft gewählt werden (wenn auch weiterhin auf Lebenszeit) und der Senat sich nicht mehr selbst ergänzen durfte. Dabei war vorgesehen, dass mindestens 9 Senatoren eine juristische Ausbildung haben mussten; diese Senatoren trugen die Hauptlast der Verwaltungsarbeit und durften keiner anderen Tätigkeit nachgehen. Die Verfassung bestimmte, dass nur ein juristisch geschulter Senator Erster Bürgermeister werden konnte. Jährlich wurde vom Senat bestimmt, welcher der juristischen Senatoren Erster Bürgermeister und damit Präsident des Senates sein sollte. Normalerweise wählte der Senat nach folgendem Muster:
| Jahr | 1. Bürgermeister | 2. Bürgermeister | „Ruhejahr“ |
| ---- | ---------------- | ---------------- | ---------- |
| 1    | Senator A        | Senator B        | Senator C  |
| 2    | Senator B        | Senator C        | Senator A  |
| 3    | Senator C        | Senator A        | Senator B  |
| 4    | Senator A        | Senator B        | Senator C  |

Dabei wechselte das Amt normalerweise zwischen den drei dienstältesten juristischen Senatoren. Die Amtszeit war normalerweise ein Kalenderjahr. Auch durfte kein Bürgermeister länger als zwei Jahre nacheinander amtieren. Außerdem sollte ein Erster Bürgermeister nicht gleichzeitig das Amt des Polizeiherren innehaben. Dieses System sollte der Gefahr von Amtsmissbrauch vorbeugen.
Nach den ersten freien und demokratischen Bürgerschaftswahlen 1919 wurden der Präsident des Senats als Erster Bürgermeister und der Zweite Bürgermeister als sein Stellvertreter aus der Mitte des Senats gewählt. Die Amtsperiode betrug wieder ein Jahr – mit der Möglichkeit der Wiederwahl.
Dieses System der Bürgermeisterwahl blieb – mit Unterbrechung in der Zeit des Nationalsozialismus – bestehen und fand auch Einzug in Artikel 41 der neuen Verfassung der Freien und Hansestadt Hamburg vom 6. Juni 1952. Es wurde erst durch eine Reform im Jahr 1996 beendet.
1945 wollte die britische Besatzungsmacht das höchste Amt Hamburgs zunächst Oberbürgermeister nennen, wie es aus anderen deutschen Städten bekannt war. Der noch nicht zum Bürgermeister ernannte Rudolf Petersen wehrte sich aber erfolgreich dagegen mit dem Argument, der Titel „Oberbürgermeister“ würde traditionell nicht zu Hamburg passen.